# 南西スオミ
南西スオミ、もしくは南西スオミ州 (なんせいスオミしゅう、フィンランド語: Varsinais-Suomi、スウェーデン語: Egentliga Finland、ラテン語: Ducatus Finlandiae Meridionalis)は、フィンランドの伝統州。また、英名のFinland Properから、正統フィンランド、正統フィンランド州とも呼ばれる。現在のフィンランドの南西の地域であり、トゥルク (フィンランド語: Turku、スウェーデン語: Åbo)と、トゥルク城 (フィンランド語: Turun linna、スウェーデン語: Åbo slott)を中心としていた。北から東にかけて、サタクンタ、ハメ、ウーシマーの各伝統州と接しており、西には、バルト海を隔ててオーランドが位置していた。現在、南西スオミだった地域には、同名の県、南西スオミ県が存在している。

## 行政
南西スオミの地域は、1997年9月末までトゥルク・ポリ州によって管理されていた。そして、1997年10月からは新設された西スオミ州管轄となった。その後、2010年1月1日にフィンランド全州が廃止され、南西スオミの地域を管轄する最上位地方行政区分は、南西スオミ県となった。

## 歴史
南西スオミの地域は、13世紀にスウェーデンの統治下に入った。その後、1809年にスウェーデンがロシア帝国に第二次ロシア・スウェーデン戦争で敗北するとフレデリクスハムンの和約によって、他のフィンランドの地域と共にロシア帝国に割譲され、フィンランド大公国に属するようになった。同国の首都には南西スオミの中心地、トゥルクが選ばれたが、1812年に首都はトゥルクからヘルシンキへと移された。
南西スオミ自体は、現在、既に行政上の機能は失われているものの、この地域には、この地域を統治したスウェーデンとロシア帝国のそれぞれの遺跡が残っている。
元々フィンランド (Finland)という呼称自体は、スウェーデン語でこの南西スオミを示す呼称であったが、それが後にスウェーデン統治下におけるエステルランド（現在のフィンランド南部）全体を示す言葉へと変化した。